# Тестостерон
Тестостерон је примарни полни хормон и анаболички стероид код мушкараца. Код мушкараца, тестостерон игра кључну улогу у развоју мушких репродуктивних ткива као што су тестиси и простата, као и промовисање секундарних полних карактеристика као што су повећана мишићна и коштана маса, и раст телесне длаке. Поред тога, тестостерон доприноси здрављу и благостању, и превенцији остеопорозе. Недовољни нивои тестостерона код мушкараца могу довести до абнормалности, укључујући крхкост и губитак костију.
Тестостерон је стероид из класе андростана који садржи кето и хидроксилне групе на позицијама три, односно седамнаест. Биосинтетише се у неколико корака из холестерола и у јетри претвара у неактивне метаболите. Своје деловање врши везањем и активацијом рецептора андрогена. Код људи и код већине осталих кичмењака, тестостерон се излучује првенствено тестисима мужјака и, у мањој мери, јајницима женки. У просеку, код одраслих мушкараца, ниво тестостерона је око седам до осам пута већи него код одраслих жена. Како је метаболизам тестостерона код мушкараца израженији, дневна производња је око 20 пута већа код мушкараца. Жене су такође осетљивије на овај хормон.
Поред улоге природног хормона, тестостерон се користи и као лек у лечењу хипогонадизма код мушкараца и рака дојке код жена. Будући да се ниво тестостерона смањује како мушкарци старе, тестостерон се понекад користи код старијих мушкараца да би се сузбио овај недостатак. Такође се користи незаконито за побољшање телесне грађе и перформанси, на пример код спортиста. и као део трансродне хормонске терапије за трансродне мушкарце.

## Функције
- појачава и убрзава развијање мушких полних органа
- појачава и убрзава раст пениса
- регулише продукцију сперме
- појачава раст длака на тијелу, осим косе на глави
- појачава и увеличава раст мишића
- појачава сексуалну жељу
- подиже и појачава агресију

## Биолошки ефекти
Генерално, андрогени попут тестостерона подстичу синтезу протеина и тиме раст ткива са андрогеним рецепторима. Може се рећи да тестостерон има  вирилизирајуће и анаболичке ефекте (иако су ови категоријски описи помало произвољни, јер постоји велико међусобно преклапање).
- Анаболички ефекти укључују раст мишићне масе и снаге, повећану снагу и густину костију та стимулацију линеарног раста и сазревање костију.
- Андрогени ефекти укључују сазревање полних органа, посебно пениса, и стварање скротума у плоду, а након рођења (обично у пубертету) продубљивања гласа, раста длака на лицу (попут браде) и пазушних (аксиларних) длака. Многи од њих спадају у категорију мушких секундарних полних обележја.

Ефекти тестостерона могу се класификовати и према доби видљивости уобичајених појава. За постнаталне ефекте и код мушкараца и код жена они углавном зависе од нивоа и трајања циркулишућег слободног тестостерона.

### Пренатални период
Учинци пре рођења подељени су у две категорије, класификоване у односу на фазе развоја. Прво раздобље јавља се између 4. и 6. недеље гестације. Примери укључују гениталну вирилизацију као што је фузија средње линије, фалусног мокраћовода, стањивање и гребенасто набирање  (ругација) скротума и увећање фалуса, иако је улога тестостерона далеко мања од улоге дихидротестостерона. Такође се дешава развој простате жлезде и семиналних везикула. За време другог тромесечја, ниво андрогена повезан је с формирањем пола. Наиме, тестостерон, заједно с антимулеровским хормоном (AMH) подстиче раст Волфовог и дегенерацију Мелеровог канала. Ово раздобље утиче на феминизацију или маскулинизацију фетуса и може бити бољи предиктор женског или мушког понашања, попут полно одређеног понашања, него нивоа код одрасле особе. Пренатални андрогени очито утичу на интересе и ангажман у родним активностима и имају умерене ефекте на просторне способности. Међу женама с , уобичајена мушка игра у дјетињству повезана је са смањеним задовољством женским полом и смањеним хетеросексуалним интересом у одраслом добу.

## Тестостерон и допинг
Због утицаја на величину и развој мишића, тестостерон се користи и за допинг у разним облицима.